# السلسلة الذهبية
السلسلة الذهبية (بالتاغالوغية: Kadenang Ginto)‏ هو مسلسل تلفزيوني فلبيني تم بثه على أي بي إس-سي بي إن في عام 2018.

## روابط خارجية
- السلسلة الذهبية على موقع IMDb (الإنجليزية)
- السلسلة الذهبية على موقع كينوبويسك (الروسية)
- السلسلة الذهبية على موقع قاعدة بيانات الفيلم (الإنجليزية)